# Lastarria
Pour les articles homonymes, voir Cerro de Azufre.
Ne doit pas être confondu avec le Copiapó, aussi appelé Lastarria et Cerro de Azufre.
Le Lastarria, aussi appelé cerro de Azufre ou en espagnol : Volcán de Atacama, est un volcan situé à la frontière entre l'Argentine et le Chili. Il se présente sous la forme d'un stratovolcan allongé culminant à 5 706 mètres d'altitude et présentant à son sommet cinq cratères et un dôme de lave. Son activité actuelle est représentée par des fumerolles émises depuis son sommet et son flanc nord-ouest.
Le nom de Lastarria a été donné à ce volcan en l'honneur de l'homme politique chilien José Victorino Lastarria (1817-1888).